# تحالف بغداد
تحالف بغداد هو ائتلاف انتخابي عراقي تم تشكيله لخوض الانتخابات العامة لعام 2018. الحزب سني ويرأسه الأمين العام لوحدة أبناء العراق محمود المشهداني.